# Бартоломе де лас Касас
Бартоломе́ де лас Ка́сас (ісп. Bartolomé de las Casas, 1484, Севілья — 17 липня 1566, Мадрид) — іспанський священик-домініканець, перший постійний єпископ Чіапас і історик Нового Світу. Відомий своєю боротьбою проти звірств щодо корінного населення Америки з боку іспанських колоністів.

## Життєпис
Лас Касас народився в Севільї, як було встановлено в 1970-і роки, в 1484 році, хоча традиційно вказувався 1474 рік. Його батько, Педро де Лас Касас, купець, походив від однієї з сімей, що мігрували з Франції і заснували місто Севілью; прізвище також писалося «Касаус» (Casaus). На думку одного біографа, лас Касас походив зі зверненої сім'ї, тобто сім'ї євреїв, звернених у християнство, хоча інші дослідники вважають лас Касас древніми християнами, які мігрували з Франції.
Зі своїм батьком Педро емігрував на карибський острів Еспаньйола в 1502 році. Через вісім років став священиком і працював місіонером у племені араваков (таїно) на Кубі в 1512 році. 30 листопада 1511 року він почув проповідь домініканця, який звинувачував конкістадорів у негуманному ставленні до корінних жителів. Цей день став поворотним у житті Бартоломе — він починає боротьбу за права індіанців. Розпочатій ним у 1520—1521 роках спробі створити більш справедливе колоніальне суспільство у Венесуелі перешкодили сусіди-колонізатори, які змогли організувати повстання корінного населення проти нього. У 1522 році він вступив у домініканський орден.
Помер у Мадриді в 1566 році. У 2000 році Католицька церква почала процес по його беатифікації.
Лас Касас, який розділяв гуманістичні переконання Франсиско де Віторія, прославився завдяки захисту інтересів корінних американців, культуру яких, особливо в карибських країнах, він описує досить докладно. У його описах «касиків» (вожді або князі), «бохіков» (шамани або священнослужителі), «ні-таино» (знати) і «набір» (прості люди) чітко проглядається структура феодального суспільства.
У його книзі «Найкоротший звіт про руйнування Індій» (ісп. Brevísima relación de la destrucción de las Indias), опублікованій у 1552 році, наводиться яскравий опис звірств, що творяться конкістадорами в Америці — зокрема, на Антильських островах, у Центральній Америці та на територіях, які тепер відносяться до Мексики — серед яких багато подій, свідком яких він був, а також деякі події, які він відтворює зі слів очевидців.
В одній зі своїх останніх книг, написаній перед самою смертю, De thesauris in Peru, він пристрасно відстоює права корінних жителів Перу проти звернення в рабство корінного населення ранньої іспанської конкісти. Книга також ставить під сумнів право власності Іспанії на скарби з викупу, сплаченого за звільнення Атауальпи (правителя інків), а також на цінності, знайдені і взяті в місцях поховань корінного населення.
Представлений королю Іспанії Пилипу II, лас Касас пояснив, що підтримував варварські дії, коли вперше з'явився у Новому Світі, але незабаром переконався, ці жахливі діяння з часом приведуть до краху самої Іспанії як божественне відплата. На думку лас Касаса, обов'язок іспанців — не мордування індіанців, а звернення їх до християнства, і тоді вони стануть відданими підданими Іспанії. Щоб позбавити їх від тягаря рабства, лас Касас запропонував замість них привозити в Америку негрів з Африки, хоча згодом змінив свою думку, коли побачив вплив рабства на негрів. Багато в чому завдяки його зусиллям в 1542 році були прийняті Нові закони на захист індіанців у колоніях.
Лас Касас також написав монументальну працю «Історія Індій» (ісп. Historia de las Indias) і був редактором опублікованого суднового журналу Христофора Колумба. Він відіграв значну роль, під час своїх неодноразових поїздок до Іспанії, під тимчасову відміну правил «енкомьенда» (ісп. Encomienda), які встановили фактичний рабська праця в іспанській Америці. Лас Касас повернувся в Іспанію і згодом зміг підняти великий диспут 1550 в Вальядоліді між Лас Касасом і прихильником колонізаторів, Хуаном Гінеса де Сепульведа (Juan Ginés de Sepúlveda).
Хоча взяла гору енкомьенда, яка була вигідна вищим верствам іспанських колонізаторів, праці Лас Касаса не пропали даром. Вони були переведені і перевидані по всій Європі. Його опубліковані звіти стали ядром чорної легенди про звірства іспанських колонізаторів. Вони мали істотний вплив на уявлення Монтеня про Новому світі і сприяли складанню в європейській літературі образу індіанця як благородного дикуна.

## Твори
Список
- Кратчайшее сообщение о разрушении Индий
- История Индий
- Мемориал Совету по делам Индий
- К истории завоевания Америки

Apologética historia sumariaВидання
- Fray Bartolomé de las Casas. Apologética historia sumaria. Tomo I. Mexico, 1967. 140 pdf pages. Edmundo o'Gorman. Preliminar, XXXVI - LV (3-22); Apologetica, стор. 3-5, 8-14 (23-32), 381-387 (33-39), 540-...697 (40-140)

- The Apologetic History of Fray Bartolomé de las Casas, by John L. Phelan. Hispanic American Historical Review, Volume 49, Issue 1, February 1, 1969. p. 94–99. * The author is Professor of History at the University of Wisconsin.
- Apologética historia sumaria; Bartolomé de las Casas; edición de Vidal Abril Castelló ... [et al.] ; [edición preparada por la Fundación "Instituto Bartolomé de las Casas", de los Dominicos de Andalucía] ;
- Apologética historia sumaria Cuanto a Las cualidades, dispusición, descripción, cielo y suelo destas tierras, y condiciones naturales policías, repúblicas, manera de vivir e costumbres de las gentes destas Indias Occidentales y Meridionales cuyo imperio soberano pertenece a los Reyes de Castilla
- Madrid, Alianza Editorial, 1992
- México, Universidad Nacional Autónoma de México Instituto de Investigaciones Históricas. 1967

- Apologetica historia sumaria I. Tomo 6 (Obras completas / Bartolome de las Casas) (Spanish Edition) – November 15, 1992.
- Apologética historia sumaria. Том 6 з серії Obras completas, Bartolomé de las Casas, ISBN 8420640751, 9788420640754 / Fundación "Instituto Bartolomé de las Casas.", Sociedad Estatal para la Ejecución de Programas del Quinto Centenario (Spain), Andalusia (Spain). Consejería de Cultura. Alianza, 1988

Переклади
- Скорбное сострадание Бартоломе де Лас-Касаса: Х. А. Льоренте[es]. Жизнеописание Б. де Лас-Касаса. Б. де Лас-Касас. Кратчайшее сообщение о разорении Индий. Завещание. Переводчик В. Н. Талах. Amazon, Paperback – June 22, 2021
- «Найстисліше повідомлення про сплюндрування Індій». Переклад В. М. Талах. Публікується у 2023 році на сайті «Мислене древо».